# Democrático Esporte Clube
O Democrático Esporte Clube, mais conhecido como Democrático, foi uma agremiação esportiva da cidade de Arcoverde, Mesorregião do Sertão Pernambucano, a cidade é um importante polo comercial, de serviços e de entidades governamentais do interior do estado. O clube foi fundado no dia 7 de setembro de 1938, umas das agremiações mais antigas do interior do estado.

## História
A História do Democrático começou nos anos 30, no auge da interiorização do futebol pernambucano, como a cidade de Arcoverde é um dos polos do sertão pernambucano, conhecida como "Portal do Sertão", não seria diferente que fossem criadas equipes de futebol da cidade. O Democrático por sua vez é a instituição desportiva mais antiga da cidade.
O clube esteve vinculado a Liga Desportiva Arcoverdense, onde participou de inúmeras competições. O Democrático teve um período marcante na década de 50, quando excursionava pelo estado, com um percentual de vitórias alto. Vencendo oponentes das mais diversas cidades do interior pernambucano, o time-base desse período era: Harry; Carey e Pomboca; Áureo, Aldo e Bio; Leonardo; Evaldo, Artur, Airon (Edvaldo) e  Buarque (Virgilio).
A competição oficial a nível estadual que se tem registro da participação do Democrático foi a Copa Governador Eraldo Gueiros (Copa do Interior) de 1973, a equipe foi um dos 26 participantes do torneio, tendo caído no Grupo A junto com as seguintes equipes: América, Comercial, Sete de Setembro e Unidos da Vila, era considerado um grupo relativamente complicado pois continha grandes forças do futebol do interior do estado, os jornais da época indicam que junto com a equipe de Garanhuns, o Democrático avançou de fase e não indo mais longe na competição. Logo após essa competição o clube não mais se aventurou por competições estaduais oficiais e voltou suas atenções para o campeonato local de Arcoverde.
Hoje as suas atividades futebolísticas encontram-se encerradas, apenas sua antiga sede que fica na Av. Cel. Antônio Japiassú, umas das principais vias da cidade, continua funcionando para os mais variados eventos e festividades.

## Estrutura

### Sede
A equipe foi fundada nos anos 30, e sua arquitetura (a sede) ainda remete à época de sua construção. Como é uma instituição antiga e tradicional, o Democrático ainda conservar suas estruturas e tradições com eventos importantes em seu salão a mais de 80 anos.